# عقد 1200 هـ
عقد 1200 هـ هو الفترة بين عام 1200 إلى 1209 في التقويم الهجري، أي العشر سنوات الأولى من القرن الثالث عشر الهجري.